# Lois Lake
Lois Lake är en sjö i Kanada.   Den ligger i provinsen British Columbia, i den sydvästra delen av landet, 3 700 km väster om huvudstaden Ottawa. Lois Lake ligger 189 meter över havet. Arean är 0,11 kvadratkilometer. Den ligger vid sjöarna  Elsie Lake och McLaughlin Lake.
I omgivningarna runt Lois Lake växer i huvudsak barrskog. Runt Lois Lake är det mycket glesbefolkat, med 3 invånare per kvadratkilometer.